# 赫內什蒂鄉
47°54′N 26°59′E / 47.900°N 26.983°E
赫內什蒂鄉（羅馬尼亞語：Comuna Hănești, Botoșani），是羅馬尼亞的鄉份，位於該國東北部，由博托沙尼縣負責管轄，面積60平方公里，海拔高度106米，2007年人口2,255，人口密度每平方公里37人。